# Nationaal Museum (Praag)

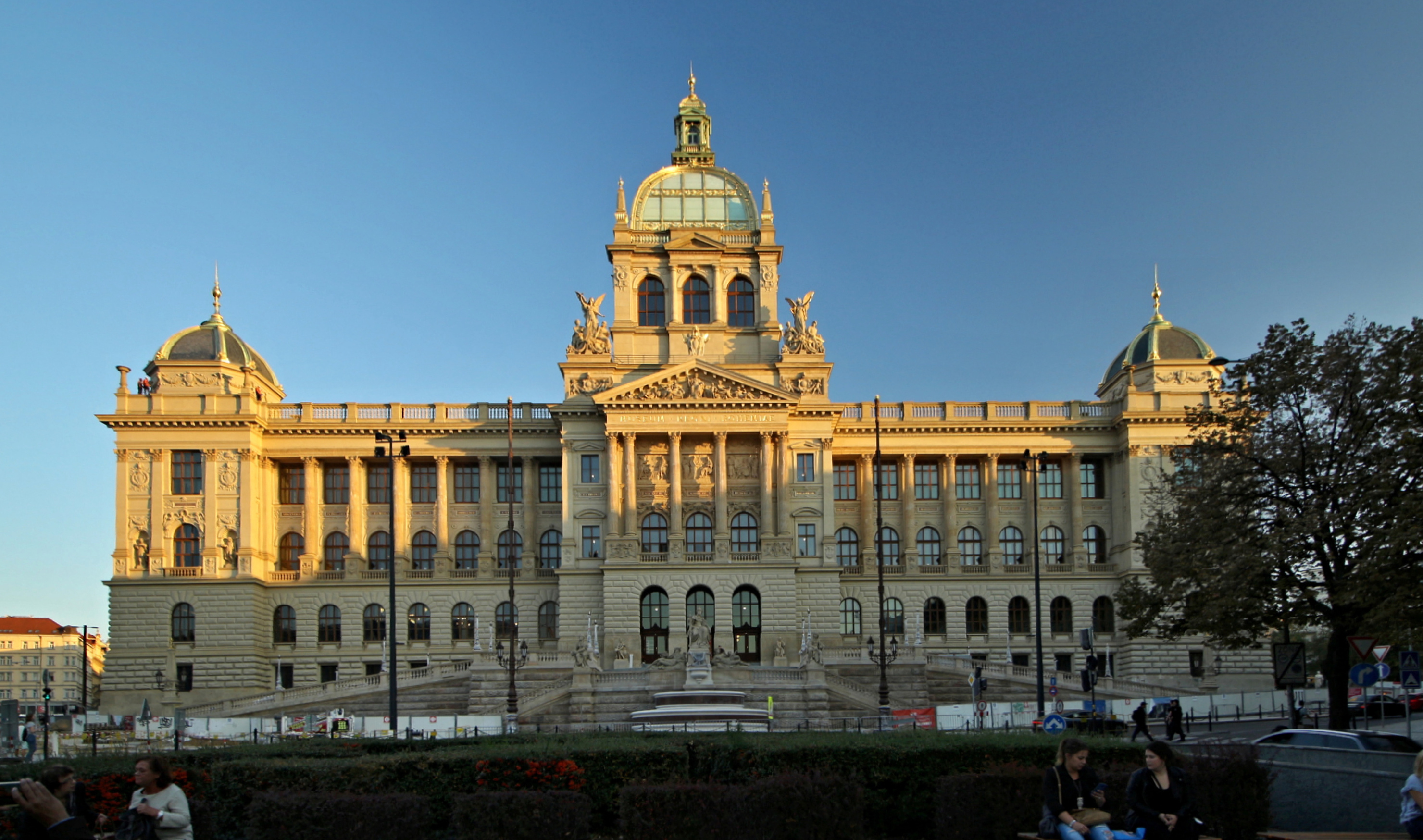
Het hoofdgebouw van het Nationaal Museum, 2018

Het Nationaal Museum (Tsjechisch: Národní muzeum) is het belangrijkste museum van Tsjechië. Het hoofdgebouw staat aan het Wenceslausplein in de Nieuwe Stad van Praag. Het museum werd opgericht in het jaar 1818 door Kaspar Maria von Sternberg met medewerking van František Palacký. Tegenwoordig heeft het Nationaal Museum een collectie van 14 miljoen objecten, verdeeld over tientallen gebouwen.
Het museum werd op 15 april 1818, tijdens de Tsjechische nationale wedergeboorte, als Vlastenecké muzeum v Čechách (Nationaal Museum in Bohemen) opgericht. In 1848 werd deze naam gewijzigd in České muzeum (Tsjechisch Museum) en in 1854 ging het Muzeum Království českého (Museum van het koninkrijk Bohemen) heten.

## Hoofdgebouw
Het hoofdgebouw van de universiteit, aan het Wenceslausplein, is ontworpen door de Tsjechische architect Josef Schulz. De bouw vond plaats van 1885 tot 1891. Voordien had de instelling haar onderkomen steeds tijdelijk in verschillende paleizen gehad. Nu er een permanent gebouw was, werd het doel van het museum het verzamelen van nieuwe materialen. Eerst was het doel het bewaren van de huidige collectie.
Tijdens de Tweede Wereldoorlog werd het gebouw vernietigd in een bombardement, maar de collecties waren bewaard gebleven doordat deze tijdelijk waren verplaatst naar andere opslagruimten. Het museum heropende zijn deuren na intensieve herstelwerkzaamheden in het jaar 1947.
Tijdens de Praagse Lente in 1968 werd de voorgevel ernstig beschadigd. De schietgaten die werden veroorzaakt werden gerepareerd in de jaren 1970 tot 1972, maar bleven zichtbaar, doordat de restaurateurs een lichtere vorm van zandsteen gebruikten. Het hoofdgebouw raakte ook beschadigd tijdens de bouw van de metro van Praag in 1972 en 1978.

## Collectie
De collectie bestaat uit verschillende afdelingen:
- Prehistorie
- Archeologie
- Etnografie
- Munten
- Theater